# Mirounga angustirostris
L'elefante marino settentrionale (Mirounga angustirostris) è una delle due specie di elefante marino (l'altra è l'elefante marino meridionale). È un membro della famiglia Phocidae (le «vere foche»).
Gli elefanti marini devono il loro nome alle grandi dimensioni e alla grossa proboscide dei maschi, utilizzata, soprattutto durante le competizioni riproduttive, per emettere ruggiti straordinariamente potenti. Nelle dimensioni vi è un notevole dimorfismo sessuale, in quanto i maschi (detti tori), che raggiungono i cinque metri di lunghezza, sono molto più grandi delle femmine (dette vacche), che ne misurano solo tre. In media, i maschi pesano 1800 kg, mentre le femmine ne pesano 650. Di conseguenza, il loro sistema riproduttivo è altamente poliginico ed un maschio può essere in grado di ingravidare in una sola stagione fino a 50 femmine.

## Descrizione
L'elefante marino settentrionale presenta una stazza minore di quella dell'elefante marino meridionale. Un elefante marino settentrionale può raggiungere i 4,5 metri di lunghezza e le 2 tonnellate di peso.

## Areale e habitat

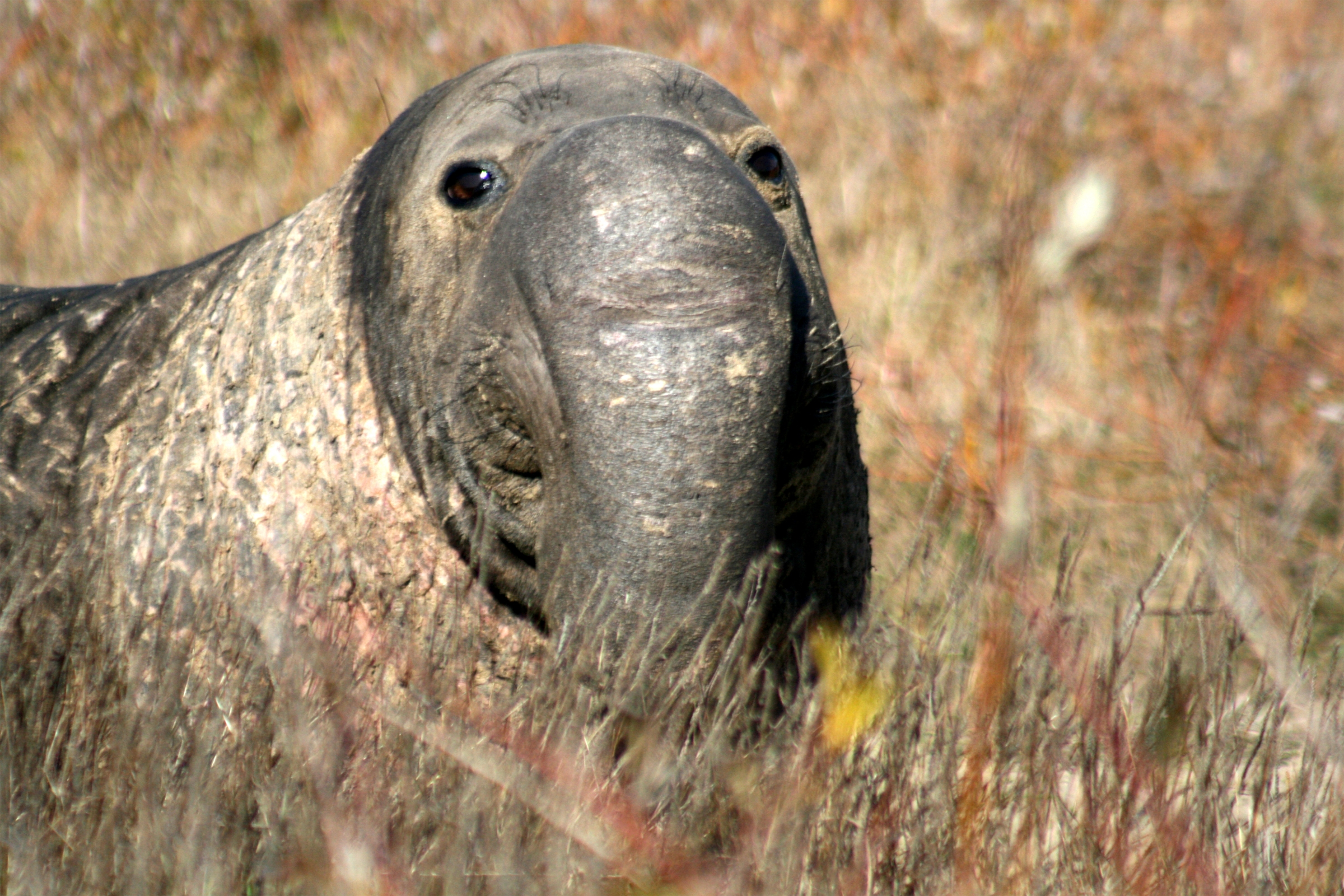
Un maschio adulto di elefante marino settentrionale tra le dune del Parco Statale di Año Nuevo.

L'elefante marino settentrionale vive nell'Oceano Pacifico orientale, lungo le coste della California e della Baja California, soprattutto sulle isole al largo, dove si accoppia, dà alla luce i piccoli ed effettua la muta, ma migra a nord fino all'Alaska e alla Columbia Britannica. Mentre l'areale pelagico ricopre un'area enorme, le aree riproduttive principali sono solo sette, quattro delle quali situate su isole al largo della California. Recentemente è stato osservato un notevole aumento di popolazione nel Golfo di California. Grandi colonie si possono osservare nella Riserva Statale di Año Nuevo, presso il Faro di Piedras Blancas e nel Parco Statale di Morro Bay.

## Storia e conservazione
Fin dagli inizi del '700 gli elefanti marini settentrionali sono stati cacciati indiscriminatamente per l'olio ricavato dal loro grasso, tanto che alla fine del XIX secolo erano quasi estinti, in quanto il loro numero si aggirava tra i 100 ed i 1000 esemplari. Questi pochi esemplari rimasti, agli inizi del secolo scorso, trovarono rifugio nelle acque messicane,  sull'isola di Guadalupe, dove era presente una sola colonia riproduttiva; il governo messicano, fortunatamente, garantì a questa colonia una protezione totale. Fin dagli inizi del XX secolo questa specie è stata protetta sia in Messico che negli Stati Uniti. In seguito, sotto la protezione U.S.A. del Marine Mammal Protection Act, il loro numero è di nuovo aumentato fino agli oltre 100.000 esemplari attuali.

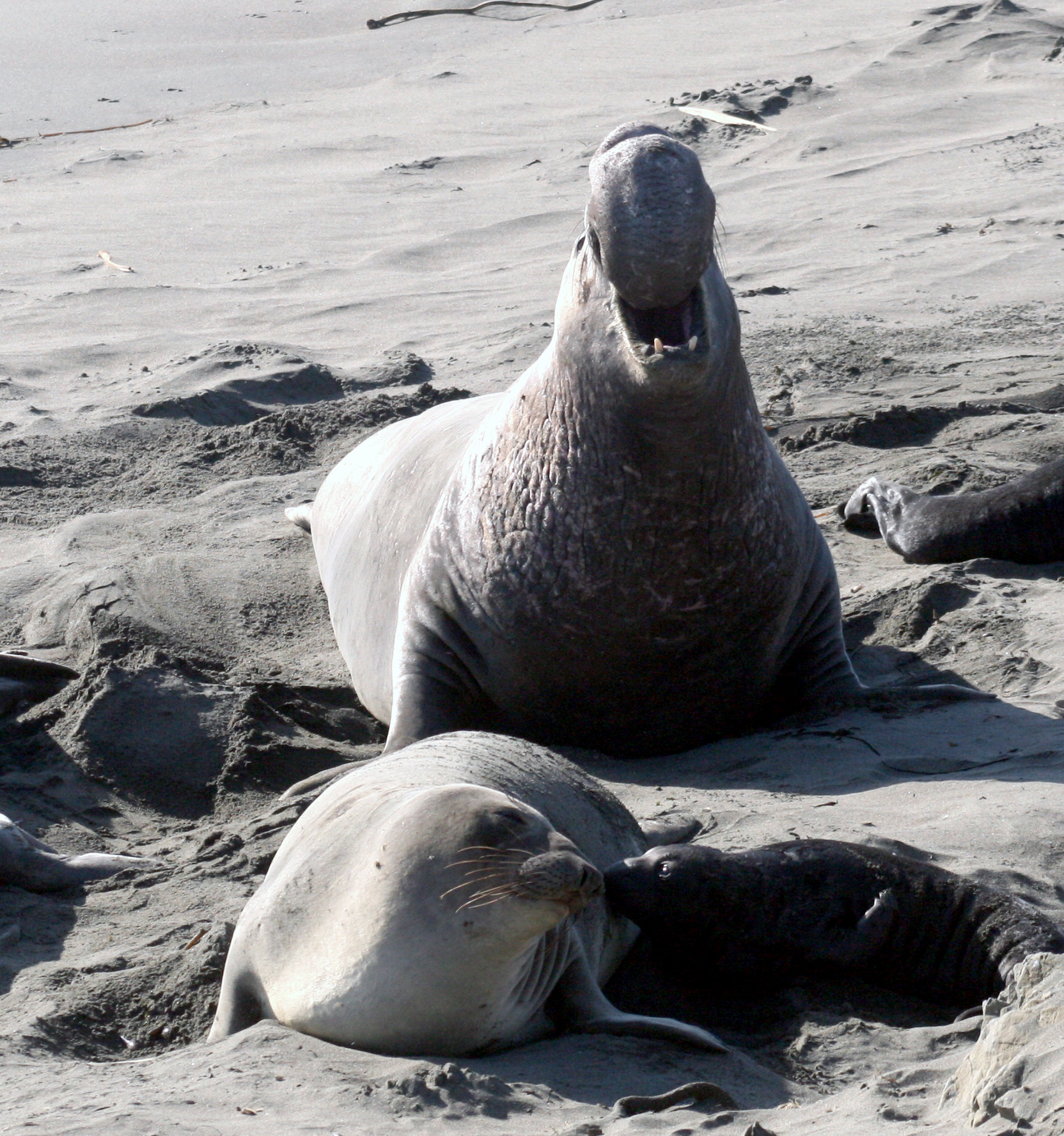
Elefanti marini: una femmina con il piccolo ed un maschio adulto.

Tuttavia, questa popolazione ha subito un collo di bottiglia genetico che la rende più suscettibile alle malattie e all'inquinamento. In California, la popolazione sta continuando a crescere del 25 per cento ogni anno e si stanno formando sempre più nuove colonie; da ora in poi, il loro numero sarà limitato solamente dalla mancanza di spazio disponibile. Comunque, questi animali sono sempre sotto la minaccia di El Niño e dei cambiamenti climatici da esso portati: nel 1997-98 El Niño ha provocato la morte dell'80 per cento dei nati dell'anno. Al giorno d'oggi l'elefante marino settentrionale è sotto la protezione del Federal Marine Mammal Act e gode della protezione totale garantita dalla legge californiana.
In California, negli ultimi cinquant'anni, il numero di colonie di questi animali ha avuto un notevole boom. Nel Parco Statale di Año Nuevo, ad esempio, fino agli anni '50 non era stato avvistato nemmeno un esemplare di queste foche, ma già agli inizi degli anni '60 vi era già stata segnalata la nascita di un piccolo. Al giorno d'oggi, ad Año Nuevo nascono ogni anno migliaia di piccoli, sia sull'isola che sul continente. Il ripopolamento nei pressi di San Simeon è stato perfino più spettacolare: prima del 1990 non vi era nessun esemplare. Ora, durante l'inverno, a San Simeon vi sono più esemplari che nel Parco Statale di Año Nuevo.

## Nutrizione e comportamento
L'elefante marino settentrionale si nutre di oltre trenta specie di pesci e cefalopodi, tra cui calamari, polpi, missine, chimere e piccoli squali. Nel nutrirsi, è un animale notturno pelagico di profondità, famoso per i lunghi intervalli in cui rimane immerso (Morejohn, 1970). Quando si nutre, rimane a profondità comprese tra i 300 e gli 800 metri, ma i maschi possono raggiungere perfino i 1800 metri; in ogni caso, non si nutre quasi mai a profondità di meno di 200 metri (Condit, 1984). Di conseguenza, i periodi di immersione sono piuttosto lunghi, circa 20 minuti per i maschi ma meno per le femmine, e tra un'immersione e l'altra questi animali necessitano di rimanere in superficie almeno per tre minuti. Il record di profondità sono i 1603 metri raggiunti da una femmina nel corso di un'immersione durata 19 minuti. In ambiente pelagico quest'animale viene quasi sempre avvistato singolarmente, nonostante a terra si osservi in migliaia di harem vicini tra di loro. Gli elefanti marini settentrionali, soprattutto i giovani, sono predati dai grandi squali bianchi e talvolta anche dalle orche. Tra la fine della primavera e gli inizi dell'inverno, mentre sono in mare, questi animali consumano grandi quantità di cibo che, immagazzinato sotto forma di grasso, servirà a prepararli al lungo digiuno sulla terraferma (Ortiz, 1978).

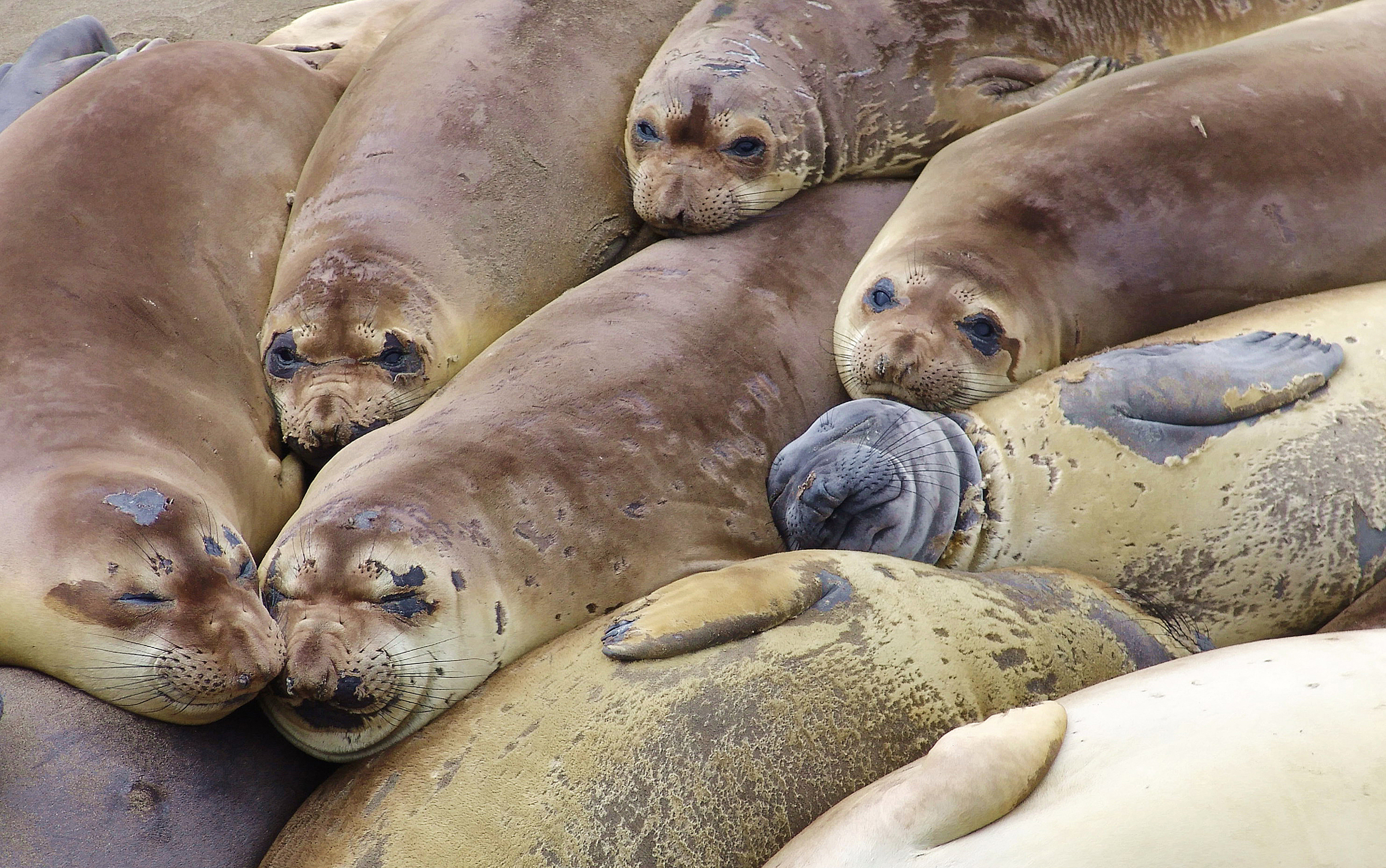
Harem di femmine durante la muta.

In estate, gli elefanti marini effettuano una «muta catastrofica» che dura circa un mese, durante la quale perdono gran parte della pelliccia e della pelle. Per preservare il calore corporeo in attesa che il nuovo pelo ricresca, trascorrono questo periodo sulla spiaggia. Durante questo periodo, questi animali si possono osservare in un gran numero di riserve lungo la costa della California, come il Parco Statale di Año Nuevo e la Spiaggia Nazionale di Point Reyes. Chiunque voglia osservarli deve ottenere un permesso ed essere molto cauto, poiché sulla terraferma, per brevi distanze, i maschi possono muoversi più velocemente di una persona in corsa, nonostante il loro aspetto goffo. Gli elefanti marini non hanno alcun interesse ad attaccare l'uomo, ma se questo si frappone tra due maschi rivali può venire caricato.

## Ciclo vitale

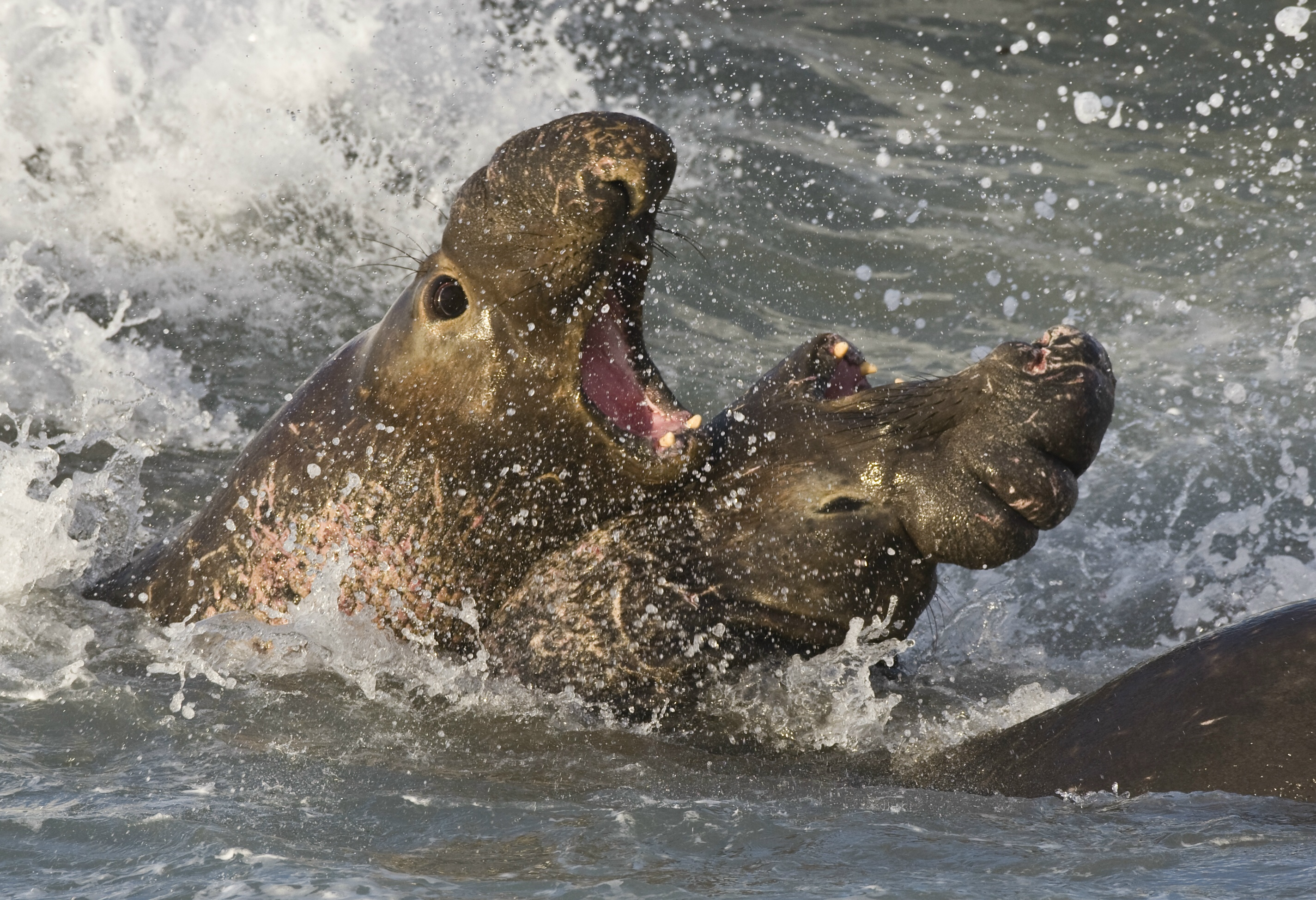
Elefanti marini maschi in combattimento.

Gli elefanti marini settentrionali ritornano nei propri terreni riproduttivi sulla terraferma in dicembre e gennaio; i primi a tornare sono i maschi. Questi si portano su spiagge isolate o protette, soprattutto su isole o in località molto remote del continente. È importante che queste spiagge garantiscano loro protezione dalle tempeste invernali e dall'azione delle onde (Riedman, 1982). I maschi ingaggiano terribili combattimenti per determinare chi diventerà padrone di un territorio e di un harem. Nonostante tali lotte non portino quasi mai alla morte, sono molto brutali e i contendenti si riempiono di sangue e ferite; comunque, in molti casi, l'esemplare più giovane, meno resistente, fugge via semplicemente, spesso riparandosi tra le dune, dove si riposerà e osserverà dall'alto tecniche di combattimento che saranno utili per l'anno successivo.
Dopo che i maschi si sono assicurati il proprio territorio sulla spiaggia, arrivano le femmine, le quali scelgono quasi sempre un maschio alfa come vicino. Nella loro cultura poliginica, un maschio può avere un harem composto generalmente da 30 a 100 femmine. Controllare l'harem mentre il maschio alfa combatte è compito del maschio beta. In tutta la sua vita un maschio alfa può facilmente generare più di 500 piccoli, mentre la maggior parte degli altri maschi, a causa della gerarchia stabilita con i combattimenti, non si accoppierà mai. Una femmina, invece, in tutta la sua vita può dare alla luce circa dieci piccoli.
Dopo essere giunti a riva, i maschi digiunano per tre mesi, mentre le femmine non toccano cibo solo per tre settimane, durante l'accoppiamento e l'allattamento dell'unico piccolo. Il periodo di gestazione dura circa undici mesi. I piccoli vengono allattati per quattro settimane, ma dovranno compiere i due mesi prima di intraprendere il primo viaggio in mare.